# Elezioni parlamentari in Australia del 2007
Le elezioni parlamentari in Australia del 2007 si tennero il 24 novembre per il rinnovo del Parlamento federale (Camera dei rappresentanti e Senato). In seguito all'esito elettorale, Kevin Rudd, espressione del Partito Laburista Australiano, divenne Primo ministro.
Il primo ministro in carica, John Howard, sostenuto da Partito Liberale d'Australia e Partito Nazionale d'Australia, fu sconfitto dopo 11 anni di governo e ben 4 elezioni consecutive che lo avevano sempre visto vincitore; perse anche il suo seggio di parlamentare in favore della giornalista ABC Maxine McKew.

## Risultati

### Camera dei rappresentanti
| Liste                         | Voti       | %     | Seggi |
| ----------------------------- | ---------- | ----- | ----- |
| Partito Laburista Australiano | 5 388 184  | 43,38 | 83    |
| Partito Liberale d'Australia  | 4 506 302  | 36,28 | 55    |
| Verdi Australiani             | 967 789    | 7,79  | –     |
| Partito Nazionale d'Australia | 682 424    | 5,49  | 10    |
| Family First Party            | 246 798    | 1,99  | –     |
| Partito Democratico Cristiano | 104 705    | 0,84  | –     |
| Democratici Australiani       | 89 813     | 0,72  | –     |
| Country Liberal Party         | 40 298     | 0,32  | –     |
| One Nation                    | 32 650     | 0,26  | –     |
| Citizens Electoral Council    | 27 880     | 0,22  | –     |
| Liberty and Democracy Party   | 17 048     | 0,14  | –     |
| Altri <10.000 voti            | 39 731     | 0,32  | –     |
| Indipendenti                  | 275 136    | 2,22  | 2     |
| Non affliati                  | 1 234      | 0,01  | –     |
| Totale                        | 12 419 992 | 100   | 150   |

- Two-party-preferred vote

| Liste                                     | Voti       | %     | Seggi |
| ----------------------------------------- | ---------- | ----- | ----- |
| Partito Laburista Australiano             | 6 545 814  | 52,70 | 83    |
| Coalizione Liberale-Nazionale (LPA - NPA) | 5 874 178  | 47,30 | 65    |
| Totale                                    | 12 419 992 | 100   | 148   |

### Senato
| Liste                                  | Voti       | %     | Seggi |
| -------------------------------------- | ---------- | ----- | ----- |
| Partito Laburista Australiano          | 5 101 200  | 40,30 | 18    |
| Coalizione Liberale/Nazionale          | 3 883 479  | 30,68 | 9     |
| Verdi Australiani                      | 1 144 751  | 9,04  | 3     |
| Partito Liberale d'Australia           | 1 110 366  | 8,77  | 8     |
| Family First Party                     | 204 788    | 1,62  | –     |
| Democratici Australiani                | 162 975    | 1,29  | –     |
| Pauline's United Australia Party       | 141 268    | 1,12  | –     |
| Partito Democratico Cristiano          | 118 614    | 0,94  | –     |
| Partito Laburista Democratico          | 115 966    | 0,92  | –     |
| Climate Change Coalition               | 78 763     | 0,62  | –     |
| What Women Want                        | 58 803     | 0,46  | –     |
| One Nation                             | 52 708     | 0,42  | –     |
| The Fishing Party                      | 47 379     | 0,37  | –     |
| Shooters Party                         | 45 932     | 0,36  | –     |
| Country Liberal Party                  | 40 253     | 0,32  | 1     |
| Australian Shooters Party              | 38 216     | 0,30  | –     |
| Australian Fishing and Lifestyle Party | 24 902     | 0,20  | –     |
| Carers Alliance                        | 24 393     | 0,19  | –     |
| Partito Nazionale d'Australia          | 20 997     | 0,17  | –     |
| Liberty and Democracy Party            | 16 942     | 0,13  | –     |
| Altri <10.000 voti                     | 49 652     | 0,39  | –     |
| Indipendenti                           | 174 458    | 1,38  | 1     |
| Totale                                 | 12 656 805 | 100   | 40    |